# Crawling Back to You
«Crawling Back to You» es el tercer sencillo estadounidense de los Backstreet Boys de su quinto álbum de estudio Never Gone. El sencillo fue lanzado sólo en los Estados Unidos en descarga digital (para coincidir con el lanzamiento internacional de «I Still...») y llegó al número 30 en la lista de US Billboard Adult contemporary.

## Vídeo musical
El sencillo no cuenta con vídeo musical y fue promocionado en las radiodifusoras de EUA y en su sitio oficial.

## Discos sencillos
CD Promocional
1. «Crawling Back To You»

Descarga Digital
1. «Crawling Back To You»
2. «Weird World»

## Listas
| Lista (2005)                 | Posición máxima |
| ---------------------------- | --------------- |
| Billboard Adult Contemporary | 30              |
| U.S. Billboard Pop 100       | 51              |